# Really Short Report
Disney's Really Short Report fue un mini-show que se ejecutaba en Disney Channel y promovía los próximos lanzamientos en DVD de Disney. El programa fue lanzado en 2007 para reemplazar el Mike's Super Short Show de larga duración, que había sido presentado por Michael Alan Johnson y Alyson Stoner y que finalizó en diciembre de 2006. Es una creación de 7-ATE-9 ENTERTAINMENT y se graba en la actualidad en el Walt Disney Studio Sound Stage 5 de Burbank (California), en donde durante casi cuatro años se había rodado el Mike's Super Short Show.
Disney's Really Short Report ofrece un ambiente Newsdesk, utilizando a tres jóvenes actores que interpretan a los miembros del "equipo de DVD". Algunos de sus segmentos estándar son "Noticias Destacadas" y el "Pronóstico Prestaciones".
Actualmente, el personal que formaba parte de Mike's Super Short Show se encuentra todavía en su lugar. El Really Short Report fue adaptado más tarde en el Reino Unido con un reparto y equipo británico.
El Disney's Really Short Report terminó en enero de 2009 y fue reemplazado por Leo Little's Big Show.

## Personajes

### Versión de los Estados Unidos (2007-2009)
- Sonny Raines (Jacob Hays) - Copresentador y anfitrión de características
- Flip Flopperstein (Everette Plen) - Reportero de campo
- Summer Sommers (Lauren Yee) - Copresentadora y anfitriona características
- Ginger Storm (Harlie Vaughn) - Anfitriona principal

### Versión del Reino Unido
- Lilly Powers - Anfitrión principal
- Zac Finds - Copresentador y anfitrión de características
- Mikey - Reportero de campo

### Estrellas invitadas
Para títulos de los episodios específicos, ver más abajo.
- Michael Alan Johnson como Él mismo (Episodio 4 Temporada 1)
- Alyson Stoner como Ella misma (Episodio 4 Temporada 1)
- AnnaSophia Robb como Ella misma (Episodio 5 Temporada 1)
- Jason Earles como Él mismo (Episodio 6 Temporada 1)
- Emily Osment como Ella misma (Episodio 6 Temporada 1 y Episodio 13 Temporada 2)
- Jason Dolley como Él mismo (Episodio 7 Temporada 1 y Episodio 6 Temporada 2)
- Jonas Brothers como Ellos mismos (Episodio 9 Temporada 1)
- Mitchel Musso como Él mismo (Episodio 10 Temporada 1)
- Underdog (Episodio 15 STemporada 1)
- Madison Pettis (Episodio 2 Temporada 2)
- Miley Cyrus (TV talk show) (Episode 1 Temporada 2)
- Steven R. McQueen (Episodio 6 Temporada 2)
- Brenda Song (Episodio 7 Temporada 2)
- David Henrie (Episodio 8 Temporada 2)
- Miley Cyrus (TV talk show) (Episodio 9 Temporada 2)
- Moisés Arias (Episodio 13 Temporada 2)

## Otro Personal
- Art Spigel, Director - también dirigió a Mike's Super Short Show.
- Jason Wolk, productor - también produjo a Mike's Super Short Show.
- Craig Phillips, Escritor - también escribió a Mike's Super Short Show.
- David Glasgal, Escritor - también escribió a Mike's Super Short Show.

## Lista de episodios

### 2007 (Temporada 1)
1. Cinderella III: A Twist in Time (23 de enero de 2007)
2. Cinderella III: A Twist in Time Sneak Peek (4 de febrero de 2007)
3. Peter Pan Platinum Edition (21 de febrero de 2007)
4. Bridge to Terabithia (10 de junio de 2007)
5. Hannah Montana Volume 2: Popstar Profile (15 de junio de 2007)
6. Cory in the House: All-star Edition DVD (1 de julio de 2007)
7. Return to Halloweentown (Ultimate Secret Edition) (7 de agosto de 2007)
8. The Jungle Book Special Edition (20 de septiembre de 2007)
9. Hannah Montana Volume 3: Life's What You Make It! (29 de septiembre de 2007)
10. Meet the Robinsons DVD (12 de octubre de 2007)
11. Ratatouille DVD (26 de octubre de 2007)
12. The Santa Clause 3: The Escape Clause (7 de noviembre de 2007)
13. Underdog (11 de diciembre de 2007)

### 2008-2009 (Temporada 2)
1. Hannah Montana Volume 4: One in a Million (25 de enero de 2008)
2. The Game Plan {25 de enero de 2008}
3. The Aristocats (1970) Special Edition DVD/Snow Buddies (2 de febrero de 2008)
4. Enchanted (2008)
5. National Treasure: Book of Secrets (2008)
6. Minutemen (2008)
7. College Road Trip (2008)
8. Wizards of Waverly Place Volume 1: Wizard School (11 de julio de 2008)
9. Hannah Montana & Miley Cyrus: Best of Both Worlds Concert DVD (3 de agosto de 2008)
10. Sleeping Beauty 50th Anniversary Edition DVD (2008)
11. Tinker Bell DVD (2008)
12. WALL·E DVD (2008)
13. Hannah Montana: The Complete First Season (21 de noviembre de 2008)
14. Space Buddies DVD (23 de enero de 2009)

## Segmentos que presentan regularmente
- Introducción: El anfitrión resume el DVD que se promueve.
- Características especiales de previsión: Sonny Raines enumera las características extra del DVD en el estilo de la previsión meteorológica, noticias.
- Campo: Flip Flopperstien va a varios lugares y participa en diversas actividades que se relacionan con el DVD en la mano.
- El asiento Really Short Report: Los miembros del reparto en el DVD son entrevistados mientras estaban sentado en "asientos muy pequeños" y responden a "preguntas realmente importantes."
- Cortas investigaciones: El equipo echa un vistazo a la creación de efectos especiales de la película o un programa se está cubriendo.